# Voisines (Alta Marna)
Voisines è un comune francese di 96 abitanti situato nel dipartimento dell'Alta Marna nella regione del Grand Est.

## Società

### Evoluzione demografica
Abitanti censiti